# Free European Song Contest
Der Free European Song Contest [fɹiː jʊəɹəˌpiːən sɔŋ kəntest] (englisch für Freier Europäischer Liederwettbewerb, abgekürzt auch FreeESC) ist ein Musikwettbewerb mit Teilnehmern, die hauptsächlich europäische Länder vertreten. Er ist durch das Format des Eurovision Song Contests inspiriert und wird von dem deutschen Fernsehsender ProSieben sowie der deutschen Produktionsfirma Brainpool veranstaltet. Der Wettbewerb findet in Köln statt und wird von Conchita Wurst und Steven Gätjen moderiert.
Die erste Ausgabe fand am 16. Mai 2020 statt; die zweite Ausgabe am 15. Mai 2021. Für 2022 wurde während der Show eine dritte Ausgabe angekündigt. Am 25. Juni 2022 wurde jedoch bekanntgegeben, dass die Show für ein Jahr aussetzt und 2023 für eine dritte Ausgabe zurückkehren soll. Während der Ausstrahlung des Eurovision Song Contests 2023 kündigte der ausstrahlende Sender ProSieben auf Twitter an, dass der Wettbewerb auch 2023 "aus organisatorischen Gründen" nicht stattfinden wird.

## Format

### Entstehung
Da aufgrund der COVID-19-Pandemie der 65. Eurovision Song Contest abgesagt wurde, gab ProSieben am 31. März 2020 bekannt, den von Stefan Raab produzierten und initiierten „neuen, freien europäischen Songwettbewerb“ auszustrahlen.

### Konzept
Prominente deutschsprachige und seit 2021 vermehrt internationale Musiker treten mit ihrem Lied nacheinander live für ein meist europäisches Land auf, zu dem sie einen persönlichen Bezug haben. Die Sprache, in der ihr Beitrag gesungen wird, können sie selbst entscheiden. Allerdings muss ein Teil des Textes in der jeweiligen Landessprache gesungen werden. Das Alter des Liedes ist freigestellt; mehrheitlich greifen die Interpreten jedoch auf ein kürzlich veröffentlichtes Lied zurück.
Nach allen Auftritten vergeben Zuschauer und Jurys aus den teilnehmenden Ländern zwischen 1 und 12 Punkte. Gewonnen hat der Beitrag mit den meisten Punkten. Anschließend wird dem Interpreten eine Trophäe überreicht. Vor dem jeweiligen Auftritt gibt es einen komödiantischen Einspieler über das repräsentierte Land. Wie beim Eurovision Song Contest gibt es am Ende aller Auftritte und vor der Punktevergabe einen Pausenfüller. Das Konzept ähnelt dem des Bundesvision Song Contest.

### Punktevergabe und Abstimmungsverfahren
In Deutschland, Österreich und der Schweiz stimmen die Zuschauer per Telefon und SMS ab. In den anderen Ländern vergeben meist prominente, nationale Persönlichkeiten die Punkte nach eigenem Geschmack. Für den Beitrag des eigenen Landes dürfen keine Punkte vergeben werden.
Wie beim Eurovision Song Contest werden die Anzahl der Anrufe und SMS in Punkte umgerechnet. Die besten zehn Songs pro Land erhalten aufsteigend 1 bis 8, 10 und 12 Punkte. Nach der Abstimmungsphase werden die Ergebnisse der Zuschauer- bzw. Juryabstimmung der einzelnen Länder durch Liveschaltungen zu Punktesprechern bekannt gegeben. Außer in den Ländern Deutschland, Österreich und Schweiz sind die Punktesprecher ebenfalls die Punktevergeber des Landes.

## Teilnehmende Länder
Am Free European Song Contest können die Interpreten folgende Länder repräsentieren:
- Staaten, die vollständig in Europa liegen (wie Deutschland),
- Staaten, die teilweise in Europa liegen (wie die Türkei),
- Staaten, die zwar geographisch nicht zu Europa gehören, jedoch geschichtlich und kulturell eng mit Europa verbunden sind (wie Israel)
- sowie autonome Landesteile von europäischen Staaten (wie Schottland).

Angesichts des Erfolgs und einhergehenden Beliebtheitsgrad der Kunstfigur „Astronaut“ des Sängers Max Mutzke von der ersten Staffel der ProSieben-Musikshow The Masked Singer ab Sommer 2019 nahm dieser bei der ersten Austragung 2020 als Repräsentant des Erdmondes teil.
Folgende Länder nahmen bisher am Wettbewerb teil (2020 und 2021 jeweils 16 Teilnehmer):
- Belgien (2021)
- Bulgarien (2020)
- Dänemark (2020)
- Deutschland (2020–2021)
- Frankreich (2021)
- Griechenland (2021)
- Irland (2020–2021)
- Israel (2020)
- Italien (2020–2021)
- Kasachstan (2020)
- Kroatien (2020–2021)
- Mond (2020)
- Niederlande (2020–2021)
- Österreich (2020–2021)
- Polen (2020–2021)
- Spanien (2020–2021)
- Slowenien (2021)
- Schweiz (2020–2021)
- Türkei (2020–2021)
- Vereinigtes Königreich (2020)
  -  England (2021)
  -  Schottland (2021)

## Austragungen
| Jahr | Veranstaltungsort (Land, Stadt, Halle) | Bild des Siegers    | Sieger Titel Autoren                                                         | Punkte              | Zweitplatzierter          | Drittplatzierter             |
| ---- | -------------------------------------- | ------------------- | ---------------------------------------------------------------------------- | ------------------- | ------------------------- | ---------------------------- |
| 2020 | Deutschland Köln Brainpool Studios     | Nico Santos         | Nico Santos Like I Love You Pascal Reinhardt, Nico Santos, Topic, Joe Walter | 104                 | Ilse DeLange Changes      | Astronaut [back to the moon] |
| 2021 | Deutschland Köln Lanxess-Arena         | Rea Garvey          | Rea Garvey The One Rea Garvey, Nicolas Rebscher, Vitali Zestovskih           | 116                 | Danny Vera Roller Coaster | Milow 1 ASAP                 |
| 2022 | nicht ausgetragen                      | nicht ausgetragen   | nicht ausgetragen                                                            | nicht ausgetragen   | nicht ausgetragen         | nicht ausgetragen            |
| 2023 | 00nicht ausgetragen                    | 00nicht ausgetragen | 00nicht ausgetragen                                                          | 00nicht ausgetragen | 00nicht ausgetragen       | 00nicht ausgetragen          |
| 2024 | nicht ausgetragen                      | nicht ausgetragen   | nicht ausgetragen                                                            | nicht ausgetragen   | nicht ausgetragen         | nicht ausgetragen            |

## Übertragungen
In Deutschland überträgt der Fernsehsender ProSieben den Musikwettbewerb. In Österreich übernahmen 2020 die Sender ProSieben Austria und Puls 24 das Sendesignal von ProSieben aus Deutschland. Bei Puls 24 präsentierten und kommentierten zusätzlich Tamara Mascara, Dori Bauer und Patrick Fux die Übertragung. 2021 überträgt nur noch ProSieben Austria die Veranstaltung ohne eigene Kommentatoren. In der Schweiz und somit auch in Liechtenstein ist die Veranstaltung über ProSieben Schweiz zu sehen.
Über die jeweiligen Sender-Livestreams ist der Musikwettbewerb ebenfalls unter anderem auf deren Websites, auf Joyn (Deutschland) und ZAPPN (Österreich) zu sehen.